# Reggae Gold 1995
Reggae Gold 1995 – trzeci album z serii składanek Reggae Gold, wydawanej przez nowojorską wytwórnię VP Records.
Płyta ukazała się 26 maja 1995 roku. Produkcją całości zajęli się Chris Chin oraz David "Dave Love" Sanguinetti.
22 lipca 1995 roku album osiągnął 6. miejsce w cotygodniowym zestawieniu najlepszych albumów reggae magazynu Billboard (ogółem był notowany na liście przez 26 tygodni).

## Lista utworów
1. Beenie Man & Luciano - "Crazy Baldhead"
2. Bounty Killer - "Cellular Phone"
3. Buju Banton - "Rampage"
4. Capleton - "Dis The Trinity"
5. Garnett Silk & Richie Stephens - "Fight Back"
6. Junior Reid - "Bubblers"
7. Beres Hammond - "No Disturb Sign"
8. Daddy Screw & Donovan Steele - "Kerry"
9. Beenie Man - "Wicked Slam"
10. Lady Saw - "Hardcore (It's Raining)"
11. Beenie Man - "Memories"
12. Jigsy King - "Give Me The Weed"
13. Yami Bolo - "Love My Woman"
14. Bounty Killer & Marcia Griffiths - "Tell Me Know"
15. Ambelique - "For You"
16. Rayvon - "Pretty"